# Asura subcruciata
Asura subcruciata là một loài bướm đêm thuộc phân họ Arctiinae, họ Erebidae.